# Daemonorops
Daemonorops ist eine Pflanzengattung innerhalb der Familie Palmengewächse (Arecaceae). Die vielen häufig kletternden Arten sind in Asien verbreitet. Etliche Arten liefern Rattan, einige ein Drachenblut genanntes Harz.

## Beschreibung

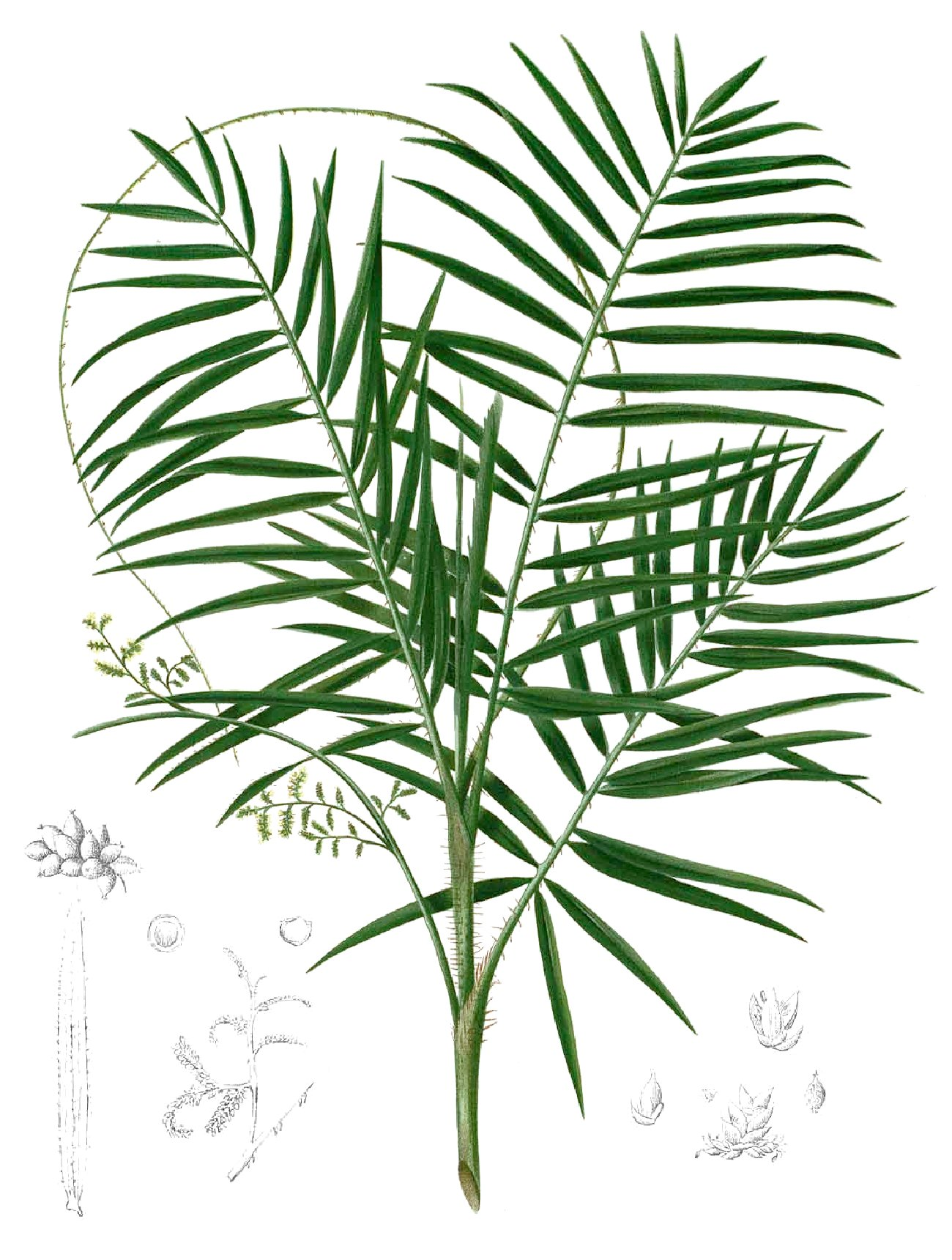
Illustration von Daemonorops mollis

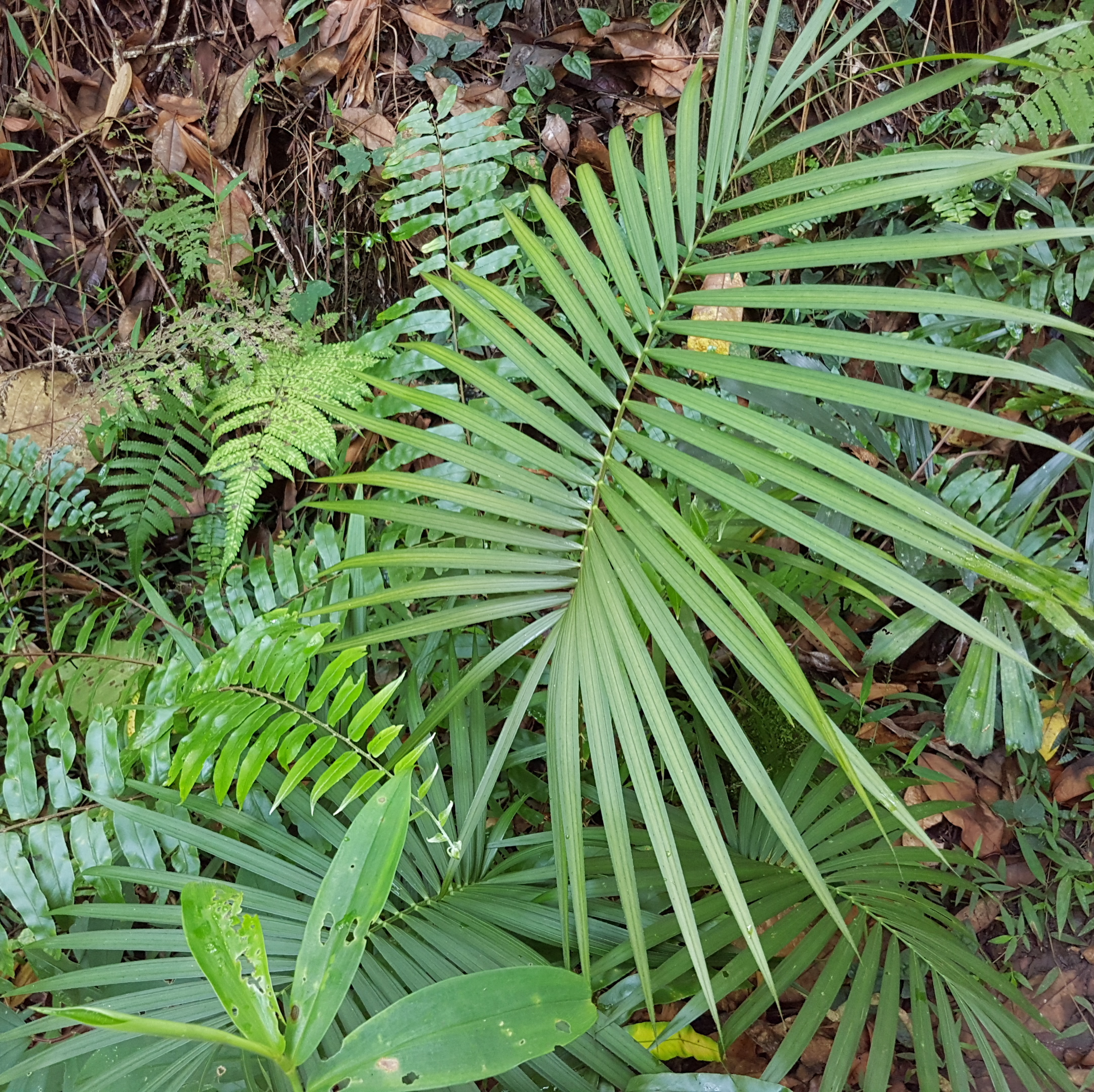
Wedel von Daemonorops mollis

### Vegetative Merkmale
Daemonorops-Arten sind einzel- oder mehrstämmige, bewehrte Palmen. Der Stamm ist fehlend, aufrecht oder die Palmen sind hoch kletternd. Der Stamm besitzt kurze oder lange Internodien und ist im unteren Bereich aus achselständigen oder gegenüber den Blättern stehenden Knospen verzweigt.
Die Blätter sind gefiedert, sehr selten zweiteilig und besitzen gewöhnlich eine endständige Ranke. Diese fehlt nur bei einigen stammlosen Arten sowie jungen Exemplaren. Bei stammlosen Arten ist die Blattscheide gespalten, bei den anderen Arten ist die nach außen weisende Seite dicht mit Stacheln bewehrt. Eine Ochrea wird selten gebildet. Der Blattstiel ist meist gut entwickelt. Er ist wie Rhachis und Ranke bewehrt. Die Fiederblättchen sind einfach gefaltet, ganzrandig und linealisch bis breit-lanzettlich.

### Generative Merkmale
Sie sind vorwiegend mehrmals blühend, selten hapaxanth und stets diözisch.
Ein Blütenstandsschaft ist vorhanden oder fehlt, manchmal ist er sehr lang, aufrecht oder hängend und ist verschieden bewehrt. Die Blütenstände stehen axillär, sind aber mit dem Internodium und der Blattscheide des folgenden Blattes verwachsen. Sehr selten werden mehrere Blütenstände gleichzeitig in den Achseln der distalsten Blätter gebildet, der Stamm ist dann hapaxanth. Der Blütenstand besteht aus zwei oder drei Ordnungen von Achsen, männliche und weibliche Blütenstände ähneln einander, die männlichen sind aber einmal öfter verzweigt. Das Vorblatt ist auffällig, zweikielig, verholzt, ledrig, häutig oder papieren. Es ist verschieden stark bewehrt, am Beginn röhrig, später zerrissen. Hochblätter am Blütenstandsstiel fehlen meist. Die Hochblätter an der Blütenstandsachse stehen annähernd zweizeilig (distich), ähneln dem Vorblatt, zerreißen ebenfalls in ganzer Länge. Ihre Spitzen bleiben manchmal innerhalb der Spitze des Vorblattes und bilden einen Schnabel, derart die Blüten zur Blüte einschließend. Die Spitzen können auch frei sein. Die Hochblätter mit Ausnahme des Vorblattes fallen üblicherweise zur Blüte ab, derart die Blüten freigebend, sehr selten bleiben sie erhalten. Das Vorblatt ist manchmal leer, manchmal trägt es einen Seitenzweig erster Ordnung. Die Seitenachse erster Ordnung sind meist dicht flockig behaart und tragen sehr kleine, distich stehende Hochblätter. Jedes dieser Hochblätter trägt eine Achse zweiter Ordnung. Diese tragen in weiblichen Blütenständen Blütendyaden, in männlichen tragen sie weitere Seitenachsen.
Die weiblichen Blütenstände ähneln den männlichen, haben aber robustere Rachillae. Die weiblichen Blüten stehen in Dyaden mit einer sterilen männlichen Blüte. Das Vorblatt (bei Beccari Involucrophor) der Dyade ist meist auffällig kantig und stielartig. Das Vorblatt der weiblichen Blüte (Involucrum) ist unauffällig oder becherförmig. Die sterile männliche Blüte ähnelt der fertilen, hat aber leere Antheren, und fällt früh ab.
Die männlichen Blüten tragen ein kurzes, röhriges, zweikieliges Vorblatt (Involucrum), das manchmal stielartig ausgebildet ist, häufig aber sehr unauffällig ist. Der Kelch ist becherförmig und flach dreilappig. Die Krone ragt über den Kelch, ist meist doppelt so lang wie dieser und ist fast bis zur Basis in drei schmale, dreieckige Blütenblätter zerteilt. Die sechs Staubblätter stehen an der Mündung der Kronröhre. Sie sind meist gleichartig. Die Staubfäden sind schlank bis eher breit, fleischig. Die Antheren sind schmal bis breit und stehen intrors. Der Pollen ist ellipsoidisch und bisymmetrisch. Ihre längste Achse misst 16 bis 55 Mikrometer.
Die weiblichen Blüten sind nur etwas größer als die männlichen. Der Kelch ist becherförmig und flach dreilappig. Die Krone ist etwa doppelt so lang wie der Kelch und etwa bis zur Hälfte in drei dreieckig Lappen geteilt. Die sechs Staminodien stehen an der Mündung der Kronröhre und haben leere Antheren. Das Gynoeceum ist unvollständig dreifächrig mit drei Samenanlagen. Es ist fleischig, die Oberfläche schuppig, die Samenanlagen stehen basal und sind anatrop.
Die Früchte sind verschieden geformt: rundlich, verkehrt birnenförmig oder zylindrisch. Das Exokarp ist mit senkrechten Reihen rückwärts gerichteter, manchmal harziger Schuppen besetzt. Das Mesokarp ist dünn, das Endokarp ist nicht ausgebildet.
Pro Frucht reift meist nur ein Samen aus. Er ist eckig oder rundlich und mit einer dicken, süß oder sauer und bitter schmeckenden Sarcotesta versehen. Das Endosperm ist tief gefurcht. Der Embryo steht basal.
Die Chromosomenzahl beträgt 2n = 26.

## Vorkommen
Das Areal der Gattung reicht von den Randzonen des Himalayas in Indien und Südchina über den Malaiischen Archipel bis zu den Philippinen und der Westküste Neuguineas. Die höchste morphologische und Arten-Vielfalt erreicht die Gattung auf der Malaiischen Halbinsel, Sumatra und Borneo.
Die Arten wachsen meist ausschließlich in primärem tropischem Regenwald auf verschiedensten Böden, wobei manche Arten eine sehr enge ökologische Amplitude besitzen. Einige wenige Arten verhalten sich eher wie Unkraut und kommen vor allem an stark belichteten Standorten wie Flussufern vor. Einige Arten wachsen nur im Bergland in Höhenlagen von etwa 2500 Metern.

## Systematik
Die Gattung Daemonorops gehört zur Subtribus Calaminae der Tribus Calameae in die Unterfamilie Calamoideae innerhalb der Familie Arecaceae. Innerhalb der Subtribus bildet sie mit Ceratolobus und Pogonotium eine Klade.
Die Gattung Daemonorops ist sehr wahrscheinlich nicht monophyletisch, eine neue Klassifikation ist aufgrund unzureichender phylogenetischer Untersuchungen noch nicht möglich.
Die Gattung Daemonorops umfasst 101 Arten, die von vielen Autoren alle aber der Gattung Calamus zugeordnet werden.

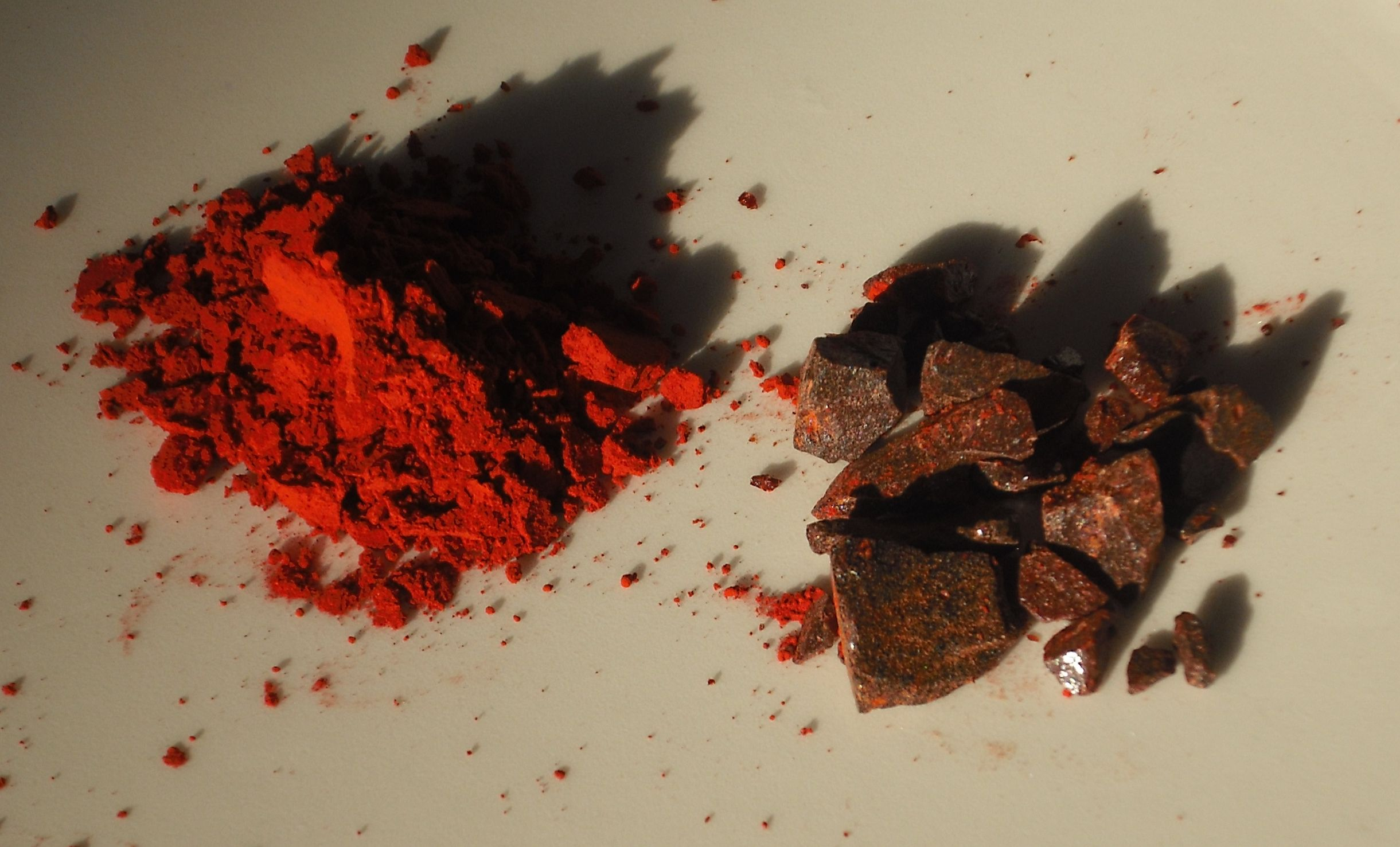
Drachenblut von Daemonorops draco

## Nutzung
Die Stämme vieler Arten werden als Rattan lokal genutzt und im Handel vertrieben. Die Sprossspitzen etlicher Arten werden als Nahrung verwendet. Vor allem in der Vergangenheit wurde das rote Harz der Früchte einiger Arten, vor allem von der früher als Calamus draco Willd. bezeichneten Art Daemonorops draco, Daemonorops rubra und nahe verwandter Arten als Drachenblut für medizinische Zwecke und zum Färben verwendet. Der Handel damit umfasste Borneo, Sumatra, die Malaiische Halbinsel und China.

## Belege